# Siphonaria kurracheensis
Siphonaria kurracheensis är en snäckart som beskrevs av Reeve 1856. Siphonaria kurracheensis ingår i släktet Siphonaria och familjen Siphonariidae. Inga underarter finns listade i Catalogue of Life.